# Bosc
|  | Per a altres significats, vegeu «Bosc (Cézanne)». |

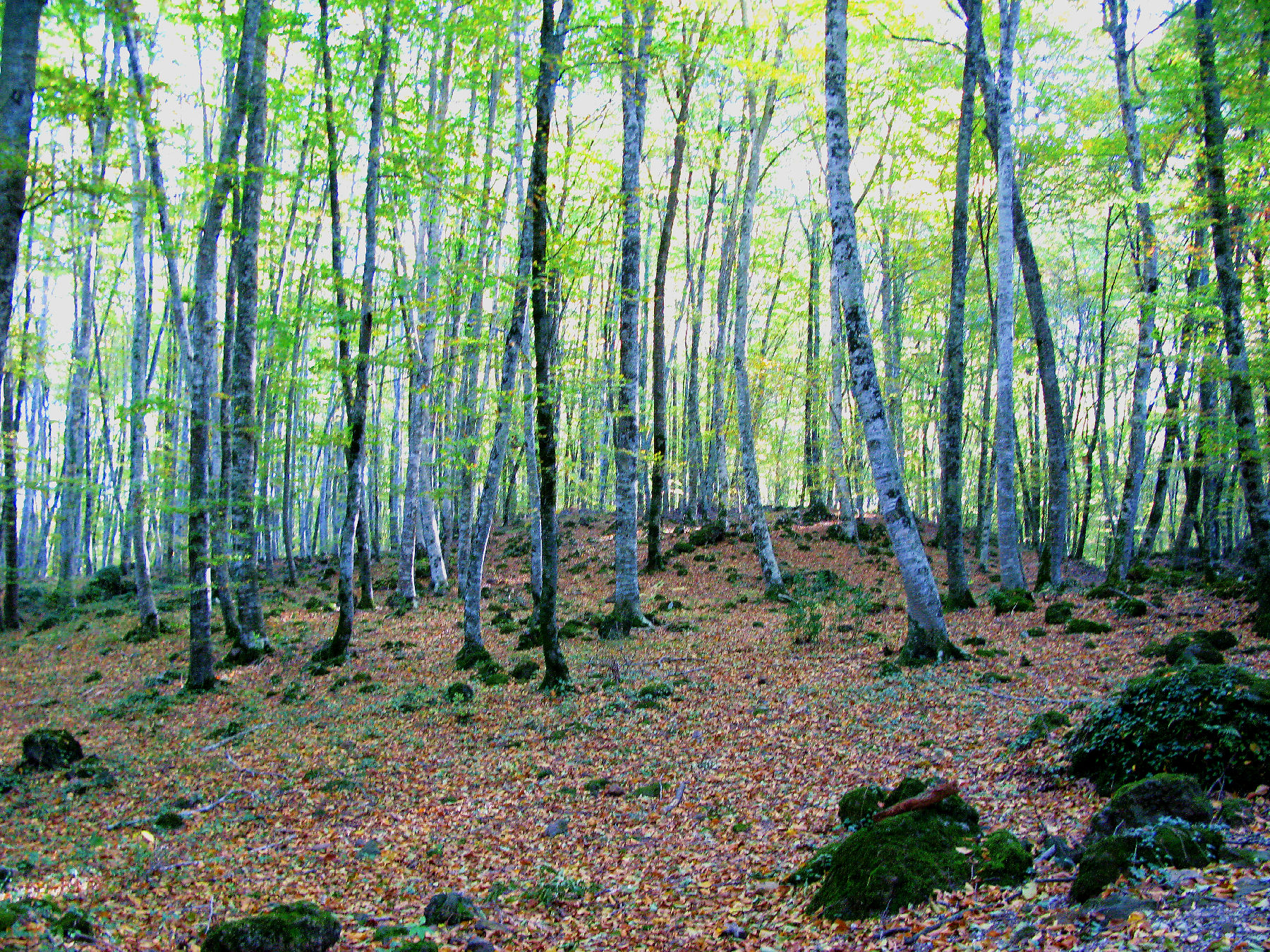
La Fageda d'en Jordà, a la Garrotxa.

Un bosc és una formació vegetal dominada per espècies arbòries, però amb presència d'estrats arbustiu, herbaci i muscinal més o menys importants. Des del punt de vista de l'ecologia, els boscos són uns ecosistemes complexos i rics que cobreixen grans àrees de la terra i funcionen com a hàbitat d'animals, moduladors de fluxos hidrològics i conservadors del sòl, i constitueixen un dels aspectes més importants de la biosfera de la Terra. Malgrat que sovint s'han considerat com a consumidors de diòxid de carboni, els boscos madurs són pràcticament neutres pel que fa al carboni, i són només els alterats i els joves els que n'actuen com a consumidors. De tota manera, els boscos madurs juguen un important paper en el cicle global del carboni, com a reservoris estables de carboni, i la seva eliminació comporta un increment dels nivells de diòxid de carboni atmosfèric. El bosc té una funció particular en el cicle de l'aigua.
Els boscos poden trobar-se en totes les regions capaces de mantenir el creixement d'arbres, fins al límit arbori, excepte on la freqüència de foc natural és massa alta, o on l'ambient ha estat perjudicat per processos naturals o per activitats humanes. Els boscos de vegades contenen moltes espècies d'arbres dins d'una petita àrea (com la selva tropical i el bosc temperat caducifoli), o relativament poques espècies en àrees grans (per exemple, la taigà i boscos àrids muntanyencs de coníferes). Els boscos són sovint llar de molts animals i espècies de plantes, i la biomassa per àrea d'unitat és alta comparada amb la d'altres comunitats de vegetació. La major part d'aquesta biomassa es troba al subsòl en els sistemes d'arrels i com a detritus de plantes parcialment descompostos. El component llenyós d'un bosc conté lignina, la descomposició de la qual és relativament lenta comparat amb altres materials orgànics com la cel·lulosa i altres carbohidrats.
Els boscos cobreixen aproximadament el 30% de la superfície de la terra, però es troben en un alarmant estat de regressió a causa de l'explotació forestal creixent, especialment a la conca amazònica. Als Països Catalans, en canvi, la superfície forestal es troba en expansió per l'abandonament de moltes explotacions agrícoles en el decurs de les darreres dècades, tot i que l'amenaça de desertització n'afecta el futur.

## Classificació dels boscos

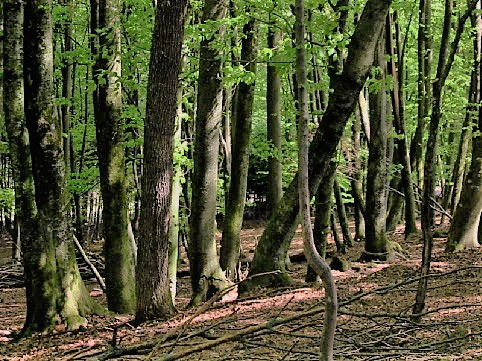
Un bosc caducifoli de fulla ampla.

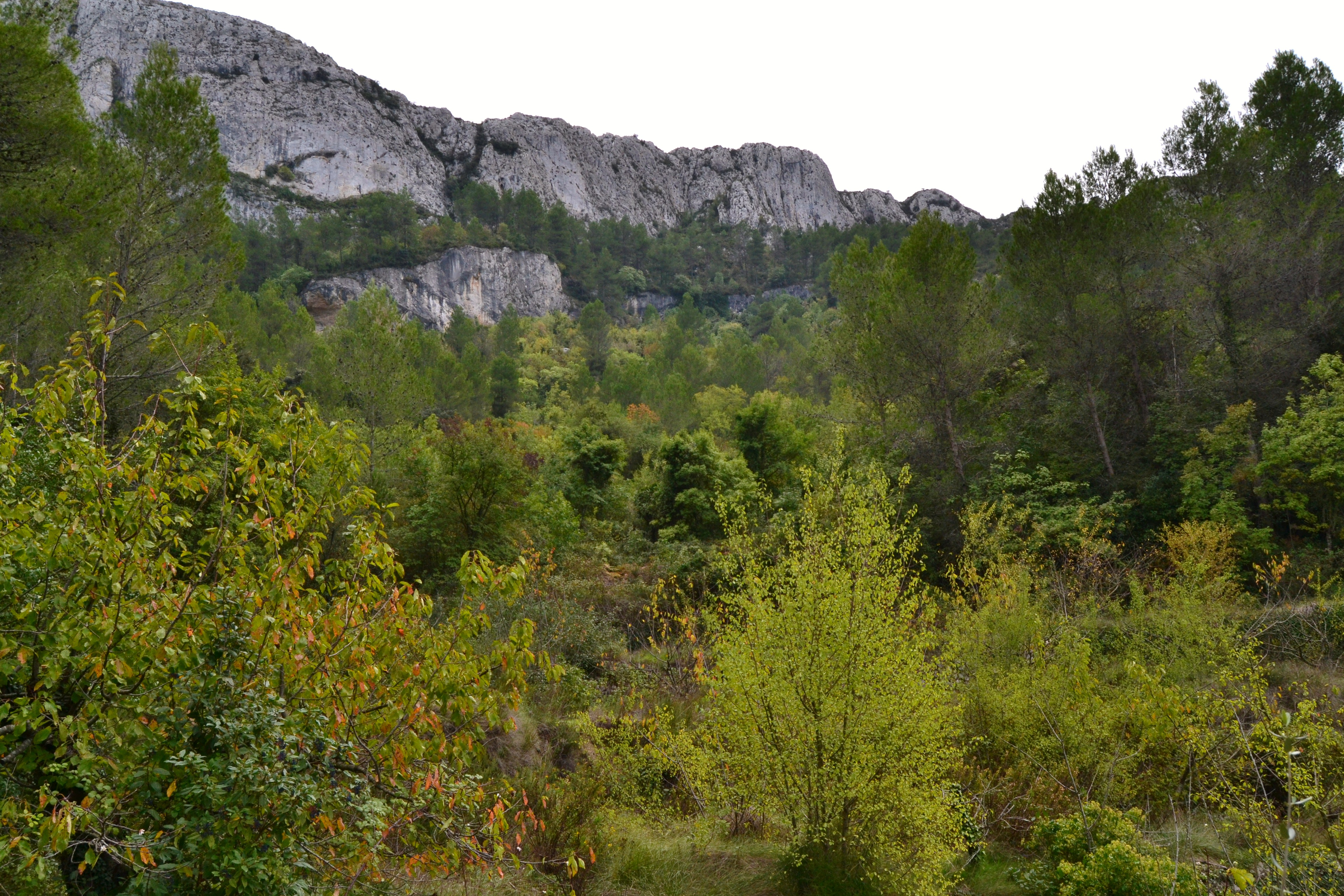
Bosc a Benirrama (La Vall de Gallinera)

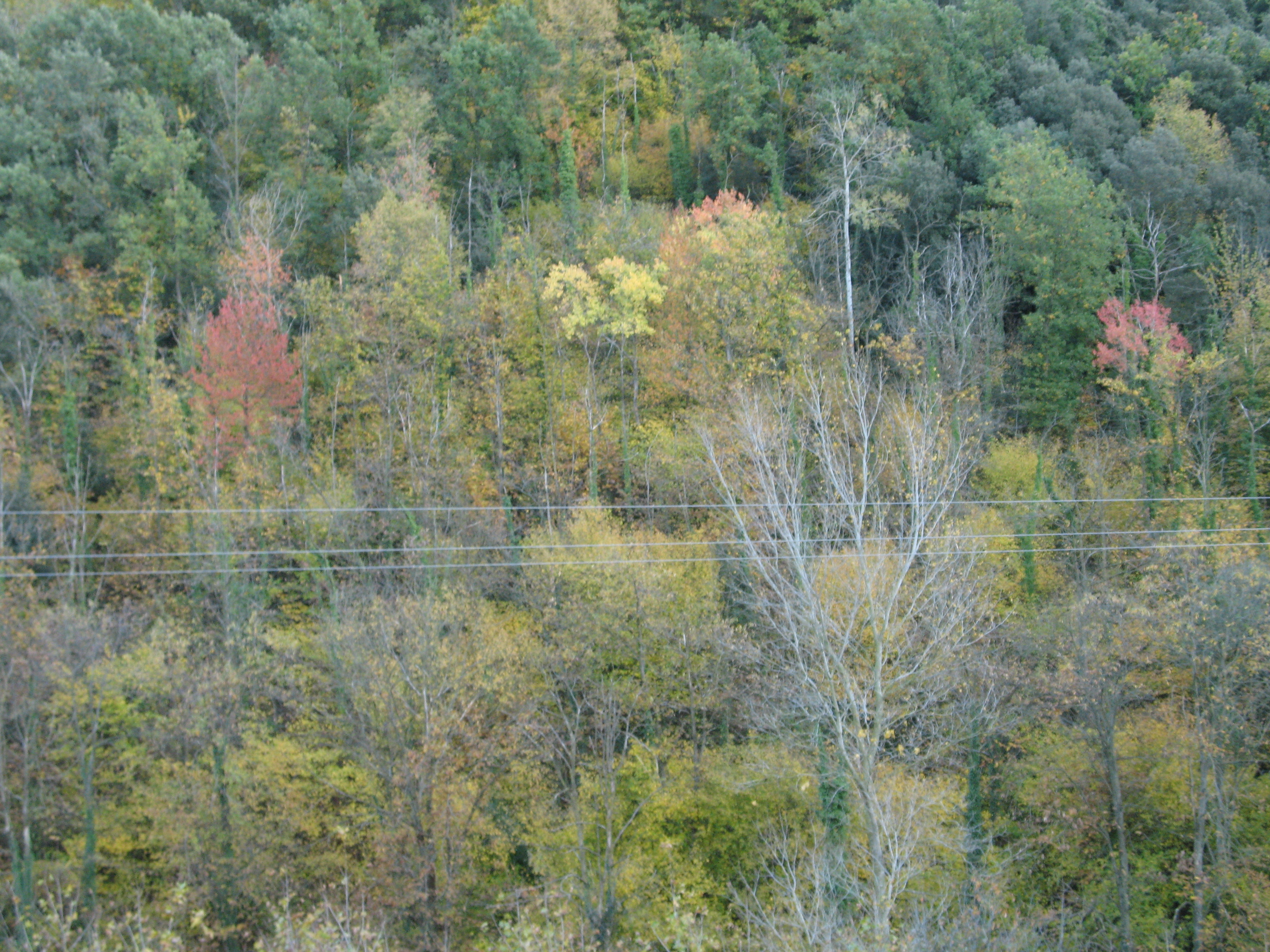
Un bosc mixt caducifoli-perenne a la Garrotxa

Els boscos poden classificar-se de diferents maneres, segons els criteris utilitzats. Una distinció important o bàsica és la que fa referència al grau d'intervenció humana.

### Segons el grau d'intervenció
Habitualment es distingeix el bosc natural o primari del bosc artificial o antropitzat. Es considera que el primer no ha patit manipulació per l'home, mentre que el segon ha estat modificat per forestals o silvicultors. En realitat, aquesta distinció no és molt realista en el context europeu, on els boscos actuals són en general fruit d'una explotació ancestral. Actualment, els boscos primaris es circumscriuen a les zones menys poblades o de difícil accés, com els boscos tropicals humits de l'Amazònia i la vall del riu Congo i als boscos boreals (del Canadà per exemple, mentre no pateixen encara una intensa explotació). Al continent europeu queden alguns escassos exemples de boscs primaris, especialment a Belarús, Eslovàquia, Polònia, Ucraïna, i la Rússia europea (als Urals i Carèlia), com també a Finlàndia i Escandinàvia. També n'hi ha a Madeira amb la laurisilva de Madeira i possiblement a La Gomera, al Parc Nacional de Garajonay, tot i que es poden considerar ja del continent africà.
Així, des del punt de vista de la seva història i grau d'alteració, els boscos poden ser classificats en:
- Boscos primaris: també anomenats nadius; són els que no han patit intervencions antròpiques. Els boscos naturals només tenen els patrons originals de la biodiversitat. Aquesta biodiversitat i els seus processos no han estat afectats pels humans amb una freqüència o intensitat que es pugui considerar greu.
- Boscos antropogènics, sí que han estat afectats pels humans amb una freqüència o intensitat suficient per marcar grans canvis en els patrons del bosc. Sovint, en aquests tipus de boscos es troben espècies exòtiques.

### Segons el tipus de vegetació
És possible una classificació basada en la composició predominant dels boscos segons el tipus de fulla: fulla ampla, fulla acicular (coníferes com el pi), o totes dues.
- Boscos de frondoses o boscos de fulla ampla, com les selves, són els boscos dominats per angiospermes i que són més rics d'espècies que aquells dominats per les coníferes.
- Boscos de coníferes o boscos de fulla acicular, són aquells dominats per gimnospermes.
- Boscos mixtos, on hi ha equilibri entre els dos tipus d'arbres, per exemple, en els boscos de coníferes amb zones de bedolls i trèmols de les latituds boreals.

#### Boscos formats per una espècie predominant
Quan un bosc és format per una sola espècie o té una espècie molt predominant, rep diferents noms d'acord amb l'espècie, com per exemple: fageda, freixeneda o freixenet, omeda, alzinar o auleda o aulet, sureda, roureda, castanyeda, pineda, avetar o avetosa, bedollar, albera, verneda, o manglar.
Del bosc típic format al costat d'un riu se'n diu bosc de ribera.

### Segons l'estacionalitat del fullatge
Una forma de classificació dels boscos es basa a determinar la longevitat de les fulles de la majoria dels arbres.
- Bosc perennifoli i subperennifoli, si hi predominen les fulles perennes
- Bosc caducifoli i subcaducifoli, si hi predominen les fulles caduques

### Segons la latitud
La latitud incideix fortament sobre la biodiversitat dels boscos. Aquesta augmenta en allunyar-se dels pols i apropar-se a l'equador. A les zones de clima polar dels dos hemisferis, les condicions ambientals són massa exigents per a permetre el desenvolupament d'espècies arbòries i, per tant, els boscos hi manquen.
- Bosc boreal: ocupa la zona subàrtica, i és format en general per coníferes amb fulles perennes.
- Bosc temperat: com els boscos caducifolis de fulla ampla i boscos perennifolis de coníferes. A les zones temperades càlides hi ha arbres perennifolis de fulles amples, com el bosc mediterrani i la laurisilva (bosc de fulles laurifoliades).
- Bosc subtropical: inclou els boscos de clima subtropical humits, secs i de coníferes.
- Bosc tropical: de clima tropical com la selva equatorial, que és l'ecosistema més plujós, o el bosc sec tropical.

### Ecozones, Biomes i Ecoregions (WWF)
Article Ecoregió terrestre
Article Llista d'ecoregions terrestres (WWF)
El WWF classifica els boscos dins de les següents ecozones:
- Neàrtica
- Paleàrtica
- Afrotròpica
- Indomalaia
- Australàsia
- Neotròpica
- Oceania
- Antàrtica

El WWF classifica els boscos els següents tipus:
- 01.  Boscos humits tropicals i subtropicals de frondoses.
- 02.  Boscos secs tropicals i subtropicals de frondoses.
- 03.  Boscos tropicals i subtropicals de coníferes.
- 04.  Boscos temperats de frondoses i mixtos.
- 05.  Boscos temperats de coníferes.
- 06.  Boscos boreals / Taigà.
- 07.  Boscos i brolles.
- 08. Manglar.

## Grans tipus de boscos

### Zona subpolar

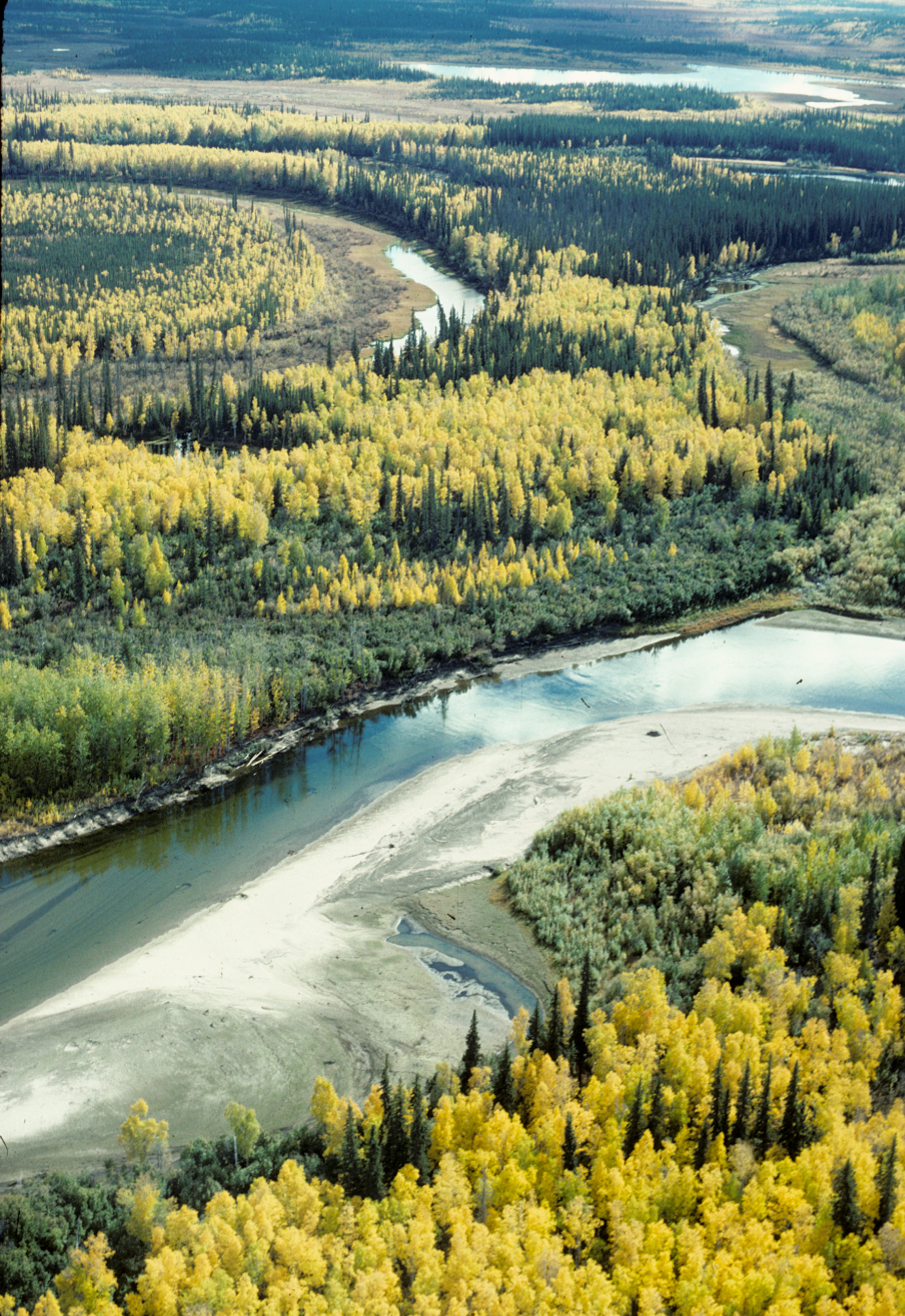
Taigà a les ribes del riu Yukon, Alaska (EUA)

Les condicions ambientals pròpies de la zona subpolar tan sols permet el creixement d'un tipus de bosc, la taigà, que d'altra banda només es troba a l'hemisferia nord. A l'hemisferi austral les terres emergides de les altes latituds només són recobertes d'una vegetació herbàcia, muscinal o de líquens.

#### Taigà
La taigà, o bosc boreal de coníferes, és un bosc de coníferes dens, amb un estrat arbustiu pobre, a causa de l'aciditat que provoquen les acícules dels arbres i de l'ombra que els mateixos arbres generen.
Les espècies arbòries que dominen aquests boscos són diferents als continents Euroasiàtic i Americà, però pertanyent en tots els casos als gèneres Picea (Pícees), Pinus (Pins), Abies (Avets) i Larix.
També és freqüent trobar-hi bedolls (Betula sp.) i trèmols (Populus tremula), sobretot en estadis inicials de la successió ecològica posterior als incendis.
El sotabosc, modest, el formen sobretot molses, líquens i falgueres o més puntualment nabineres (Vaccinium sp.) i Empetrum.
La seva distribució és circumboreal, en terres siberianes, escandinaves, canadenques i d'Alaska. S'estén per una superfície d'uns 17 milions de quilòmetres quadrats, ocupant prop de l'11% de la superfície terrestre de l'hemisferi nord i essent un 27% de la massa forestal mundial.

### Zona temperada

#### Boscos mixtos de caducifolis i coníferes

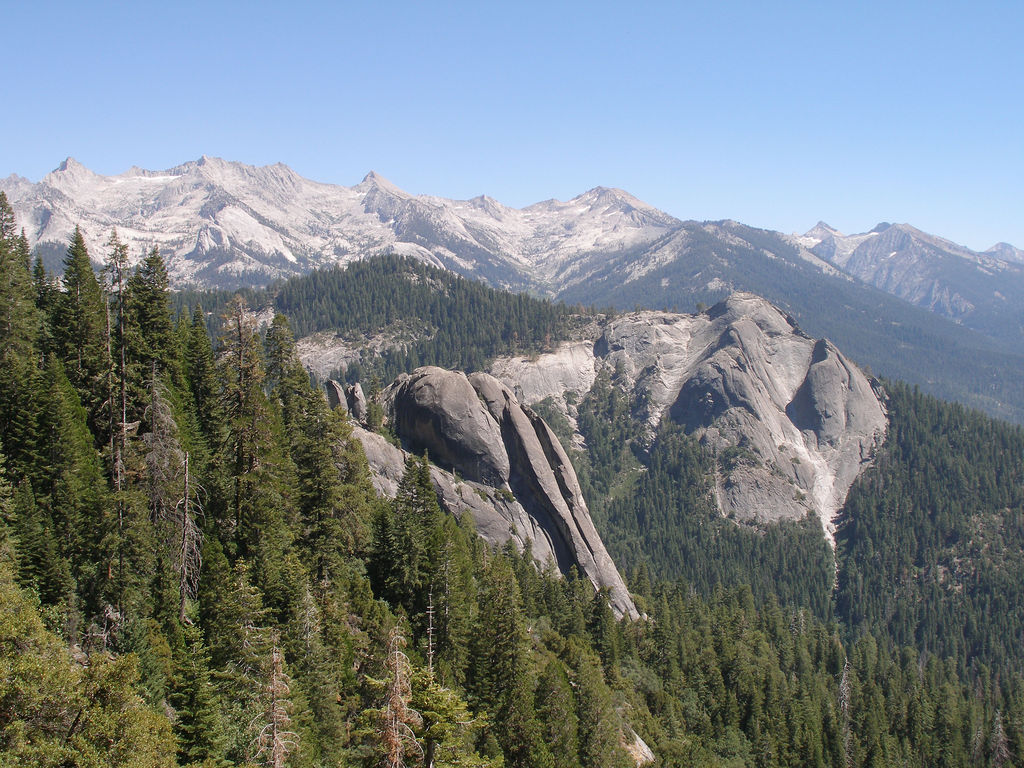
Bosc de sequoies al Sequoia National Parc de Califòrnia.

A l'Europa occidental aquests boscos es concreten en un bosc mixt d'avets i faigs que ocupa els vessants humits de les muntanyes. No obstant això, a Europa central i oriental, com ara Polònia, Eslovàquia, Belarús, Ucraïna i la Rússia europea, ocupen àmplies extensions com a boscos de transició entre la taigà septentrional i els boscos caducifolis més meridionals. Hi dominen, així, els faigs, càrpinus i bona part de les coníferes pròpies de la taigà, especialment les pícees.
A l'extrem orient, una gran varietat de boscos mixtes de caducifolis i coníferes recobreixen àmplies extensions del Japó, Corea i la Xina central. L'elevat nombre de lianes i epífits els fa semblants als boscos tropicals, però els gèneres de distribució holàrtica predominen, amb representants particulars (Fagus crenata, Fraxinus mandshurica, Betula ermanii, Abies sacchalinensis, etc.).
A Nord-amèrica és on aquests boscos tenen els seus representants més característics. D'una banda als boscos dels Grans llacs, on espècies de coníferes diferents dels de la taigà (Tsuga canadensis, Thuya occidentalis, Pinus strobus, Pinus resinosa, etc.) es barregen amb nombrosos caducifolis (Fagus grandifolia, Acer saccharum), als quals es poden afegir a la meitat septentrional de l'àrea de distribució altres coníferes pròpies de la taigà (Picea mariana, Abies balsamea, etc.). D'altra banda, la franja costanera del Pacífic, sobre 10 a 300 quilòmetres d'amplada, des de Califòrnia fins a la Colúmbia Britànica, l'ocupen boscos principalment de coníferes de grans dimensions (avet de Douglas, sequoies, etc.), amb una abundància relativament escassa de caducifolis (roures, aurons, castanyers, etc.).

#### Boscos australs deNothofagus

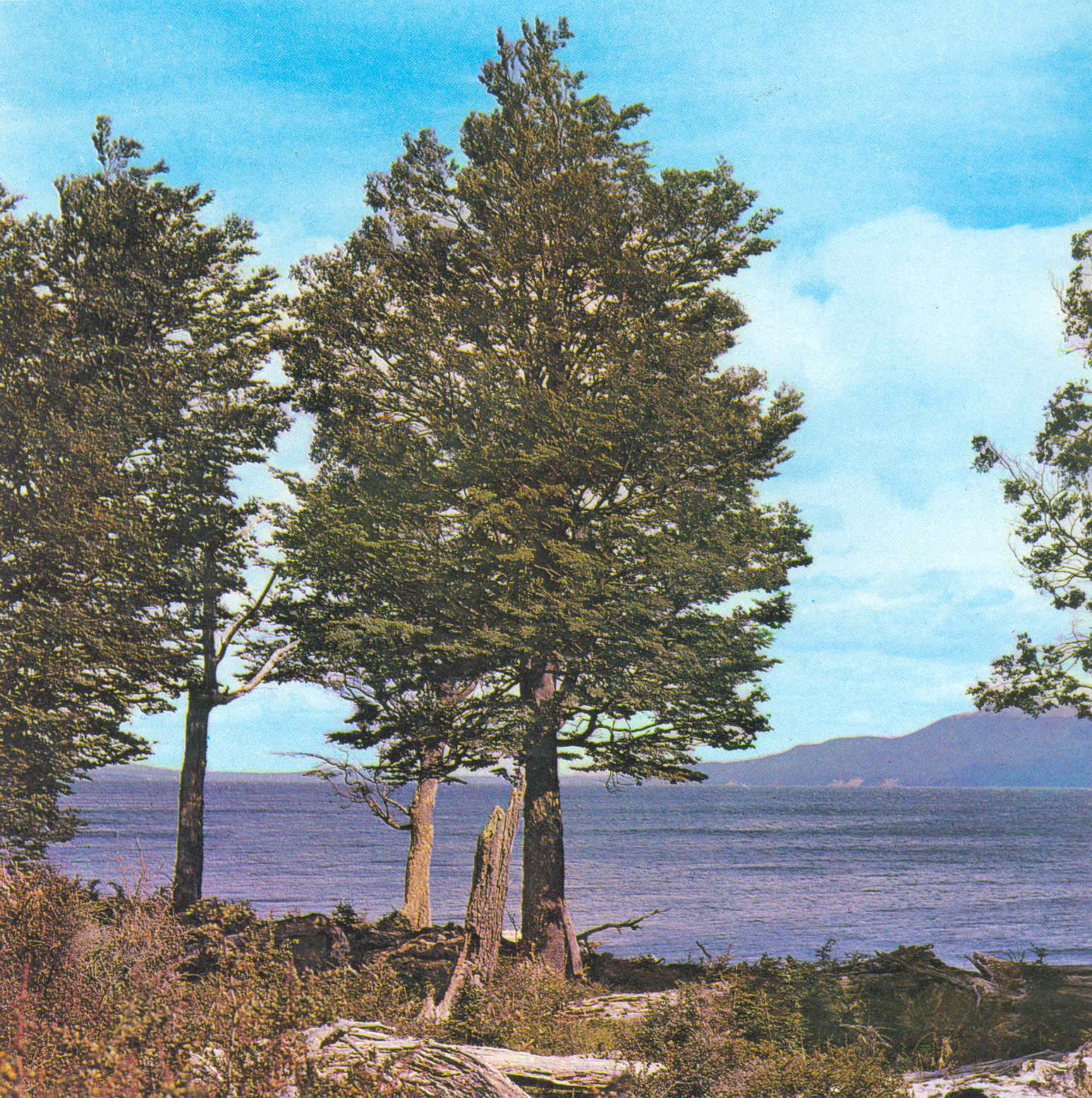
Nothofagus pumilio, una de les moltes espècies de faigs australs.

Els boscos de Nothofagus són l'equivalent austral dels boscos caducifolis i dels boscos mixtos de caducifolis i coníferes boreals. No obstant això, la composició florística d'aquests boscos és totalment diferent atès que pertanyen a regnes florístics distints.
Existeixen, doncs, dos grans tipus de boscos de Nothofagus, el faig de l'hemisferi sud.

D'una banda, els boscos mixtos de caducifolis (Nothofagus sp.) i coníferes (Podocarpus sp., Weinmannia sp., etc.), propis de Nova Zelanda i Tasmània, amb falgueres arborescents, lianes i epífits; o els dels estatges inferiors dels Andes meridionals, amb Araucaria sp., Fitzroya sp., Pilgerodendron sp., etc.

D'altra banda, els boscos caducifolis de Nothofagus (N. antartica, N. pumila, etc.), propis de l'estatge superior dels Andes meridionals, on també es poden trobar alguns perennifolis com Drimys winteri.

#### Boscos mediterranis
Tot i rebre el nom de mediterrani, aquests boscos no es distribueixen tan sols a l'entorn de la conca mediterrània, sinó també a Califòrnia, la costa central de Xile i la costa meridional australiana. A la regió de Ciutat del Cap, tot i gaudir de condicions climàtiques molt semblants, la vegetació no arriba a formar-hi un bosc típic.
El factor determinant per l'establiment d'aquest tipus de bosc és el clima, anomenat igualment clima mediterrani, en el qual coincideix un període calorós amb un període eixut, al qual les espècies vegetals que formen el bosc han d'adaptar-se amb diverses estratègies.
La principal característica dels boscos mediterranis és la presència d'espècies arbòries perennifòlies de port relativament baix (10-15 metres), amb capçades sovint esparses que permeten un important desenvolupament de l'estrat arbustiu.
A la conca mediterrània, l'estrat arbori és dominat per espècies dels gèneres Quercus i Pinus, com són l'alzina (vegeu alzinar), la carrasca, la surera, diferents roures (vegeu roureda) i molt diversos pins.
A la costa californiana, també s'hi troben espècies de roures i de coníferes pròpies del continent americà.
A Xile, són diverses espècies del gènere Nothofagus les que formen els boscos mediterranis, mentre que a Austràlia, són diferents espècies d'Eucaliptus.
D'altra banda, una de les característiques de la vegetació mediterrània és l'abundància de formacions arbustives baixes i molt diverses. Són les anomenades garrigues i màquies de la conca mediterrània; el chaparral californià; el mallee australià; el matorral xilè; o el fynbos sud-africà.

#### Zona subtropical humida
La zona subtropical humida és una de les més importants del món pel que fa a natura.

### Zona intertropical
Hi ha boscos tropicals secs, boscos monsònics i boscos equatorials.

#### Manglars

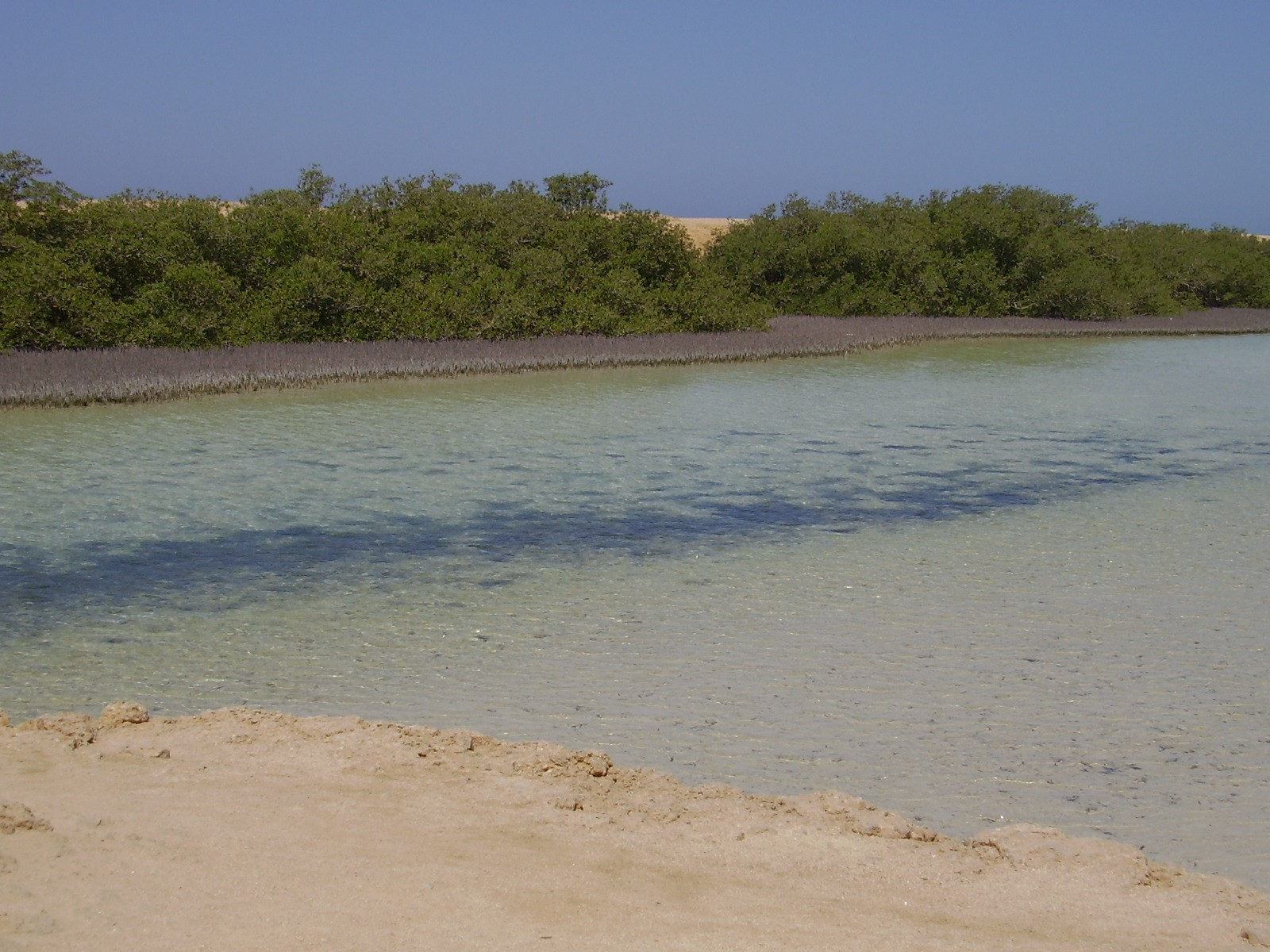
El manglar, bosc tropical de ribera, a Egipte.

Els manglars són els boscos propis de les riberes salades de les latituds intertropicals. Es tracta d'uns boscos baixos, de 10 a 15 metres d'alt, que formen una franja de 10 metres a diversos quilòmetres d'amplada, paral·lels a les costes protegides de les marees.
La composició florística dels manglars és força diversa, però hi destaquen els arbres del gènere Rizophora i Avicennia. Aquests arbres han desenvolupat adaptacions específiques per sobreviure en les condicions d'inundació i aigua salada de l'ambient en el qual creixen.
De forma general es distingeixen diferents tipus de manglars en funció de les característiques hidrogeològiques de l'espai on es troben:
- Manglars costaners: a les costes planes sense aportació d'aigua continental
- Manglars d'estuari: sobretot als deltes dels rius
- Manglars d'escull: als esculls coral·lins morts que sobresurten de l'aigua (menys freqüents)

La seva distribució és òptima a les latituds equatorials, però s'estén fins a les zones tropicals d'Àsia, Àfrica, Amèrica i més puntualment d'Oceania.

## Els deu països amb una àrea de bosc més gran
Els deu països amb més riquesa forestal sumen el 66 per cent de l'àrea de bosc total. Rússia per si sola té el 20 per cent del total mundial. Per criteris d'uniformitat, s'utilitzen les dades de l'Organització de les Nacions Unides (ONU) per a l'Agricultura i l'Alimentació (FAO).
| Posició | Territori                       | Superfície - Àrea de bosc (milers d'hectàrees) |
| ------- | ------------------------------- | ---------------------------------------------- |
|         | Món                             | 3.952.025                                      |
| 1       | Rússia                          | 808.790                                        |
| 2       | Brasil                          | 477.698                                        |
| 3       | Canadà                          | 310.134                                        |
| 4       | Estats Units                    | 303.089                                        |
| 5       | Xina                            | 197.290                                        |
| 6       | Austràlia                       | 163.678                                        |
| 7       | República Democràtica del Congo | 133.610                                        |
| 8       | Indonèsia                       | 88.495                                         |
| 9       | Perú                            | 68.742                                         |
| 10      | Índia                           | 67.701                                         |
|         | Altres                          | 1.333.213                                      |

## Funcions del bosc
El bosc té tres funcions principals: ecològica, econòmica i social.

### Funció ecològica

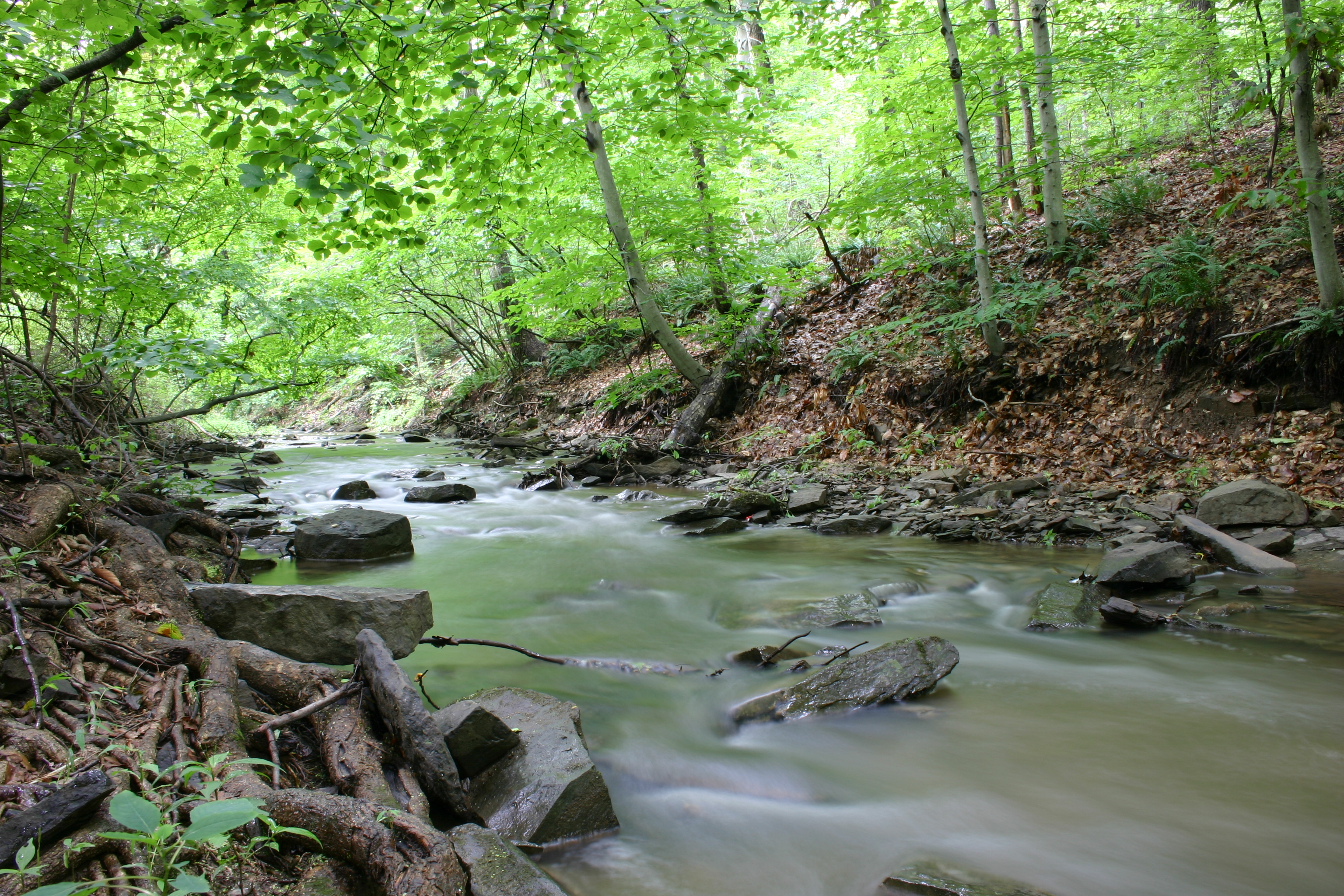
La vegetació de ribera d'un bosc equilibrat i no fragmentat protegeix l'aigua, l'aire, i el sòl. Els castors poden contribuir a mantenir compactes les línies riberenques.

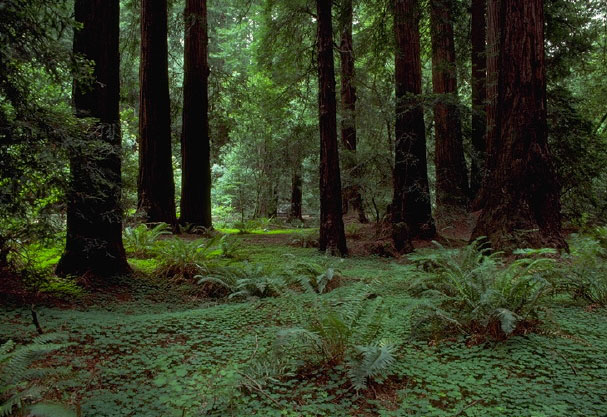
El bosc és la llar d'una gran part de la biodiversitat dels continents participen en el control del clima natural i micro-climes.

- Reservori de biodiversitat i d'hàbitats, així com de recursos genètics i fitofarmacèutics; per aquestes raons són estudiats i, de vegades, classificats com a reserves biològiques, naturals, parcs nacionals, etc.
- Funcions ecopaisatgístiques: fan de «nuclis» o «nodes» de xarxes ecològiques i, de vegades, fan de corredor biològic, com boscos en galeria, boscos lineals, manglars, i cobertures que s'hi poden connectar.
- Protecció contra alguns riscs naturals (allaus, inundacionss, sequera, desertització i elements de resiliència ecològica).
- Qualitat de l'aire: el bosc produeix una porció significativa de l'oxigen de l'aire als continents; el bosc té una extraordinària capacitat per a fixar elements en pols (com ara alguns contaminants no degradables), gràcies a la molsa, els líquens, la rosada i els sòls.
- Protecció del sòl (lluita contra l'erosió): el bosc és un lloc de restauració de la terra si no és sobreexplotat 
vegeu el bosc de les Landes a França o el cinturó verd del sud d'Algèria.
- Funció macro i microclimàtica mercès a l'evapotranspiració i a la protecció de la coberta que mitiga en gran manera els xocs tèrmics i la deshidratació a causa del vent.
- Dipòsits de carboni, per la fixació del gas de carboni a la fusta i el sòl, almenys per als boscos temperats no incendiats i pels boscos tropicals en la fase de creixement.
- Les vores dels boscos naturals, de gran complexitat, tenen funcions ecotonials importants, especialment pels boscos riberencs i pels manglars.

#### Oxigen i clima
Una metàfora qualifica sovint el bosc de «pulmó del planeta». Malgrat les moltes i fins i tot essencial «funcions vitals» que realitza, el bosc no es pot comparar directament amb un pulmó (el pulmó no produeix oxigen i és el plàncton allò que produeix la major part de l'oxigen del planeta disponible en l'aire i dissolt en aigua). No obstant això, el bosc té funcions essencials micro i macroclimàtiques i la qualitat de l'atmosfera en termes d'equilibri termohigròmetric i de puresa de l'aire. Des de cert punt de vista, una mica com el pulmó, però en un altre nivell, és una espècie d'ecotò i complex funcional entre l'atmosfera i el sòl, en relació no només amb el cicle del carboni, sinó també a tots els cicles biogeoquímics importants.

#### Dipòsits de carboni
El balanç de carboni d'un ecosistema és difícil d'estimar.
- Varia en funció les zones biogeogràfiques, les èpoques, la història del lloc, l'etapa de creixement del bosc, els riscs d'incendi, de sequera i d'inundacions, i molts altres factors, com ara l'acció d'insectes defoliants o d'altres paràsits dels arbres. També es considera la destinació de la fusta: fusta, pasta de paper, o fusta morta tenen impactes molt diferents en termes d'emissions de diòxid de carboni.
- Alguns boscos poden -almenys temporalment- tenir un balanç zero (bosc tropical madur) o negatiu (en zones d'incendis recurrents, o la fase primerenca de creixement), mentre que indirectament contribueixen a enriquir els cursos d'aigua de nutrients (fòsfor, potassi, calci, ferro, etc. i pels fenòmens d'acidificació, humidificació i mineralització i estructuració del sòl), cosa que proporciona una font constant de nutrients pel plàncton marí, que produeix el 80% de l'oxigen que respirem i que és un important dipòsit de carboni.
- En teoria, la fotosíntesi consumeix el diòxid de carboni i produeix oxigen i matèria orgànica. L'oxigen es consumeix amb la respiració de les plantes mateixes, els animals de la selva i la biomassa ocults del sòl del bosc, així com pels incendis forestals naturals i en més mínim grau per l'oxidació natural dels elements químics posats a disposició pel procés de formació del sòl. 
 En fase de creixement, després d'una dècada de saldo negatiu es produeix una regeneració a partir de sòl nu, la biomassa augmenta constantment, sobretot en forma de cel·lulosa i de lignina. També emmagatzema carboni en forma de necromassa i biomassa animal, microbiana i fúngica.
- A les zones tropicals, el bosc creix sovint en sòls àcids pobres, no s'hi forma humus, i el material mort és ràpidament reciclada o mineralitzada. El bosc tropical en creixença crea dipòsits de carboni, però amb el temps (després de diversos segles, fins i tot més de 1000 anys) aconsegueix un equilibri entre la producció primària i la descomposició de la fusta morta. En aquest punt, sembla produir la quantitat d'oxigen que consumeix. A més, les emissions de metà lligades a la fermentació submergida de la fusta o de l'activitat de tèrmits fan que els càlculs encara siguin més complexos per determinar les emissions gasos amb efecte d'hivernacle.
- En climes temperats o freds, és diferent amb cada un dels sòls forestals (incloent-hi les torberes associades amb alguns boscos) i el permagel que, a la zona circumpolar, pot emmagatzemar grans quantitats de carboni (en forma d'hidrat de metà). 
 Finalment, el destí i la vida del metà emès pels ecosistemes forestals no es coneixen bé. Podria haver estat sobreestimat o subestimat.

#### Qüestions sobre la biodiversitat
- El bosc és un reservori de biodiversitat important, especialment en les zones a la vegada urbanitzades i molt agrícoles. Aquest és el cas, per exemple, a França, de Nord-Pas-de-Calais (entre 7,5% i 9% de bosc) i Ile-de-France (on fora del bosc hi ha només prop del 4% de la regió classificada com a entorn natural).[7]

### Funció econòmica
La fusta és una part important de PIB d'una dotzena de països tropicals i nòrdics. L'ocupació forestal (excloent la indústria de transformació i l'ocupació informal) segueix pagant gairebé 10 milions de persones en 2005.

#### Economia Forestal

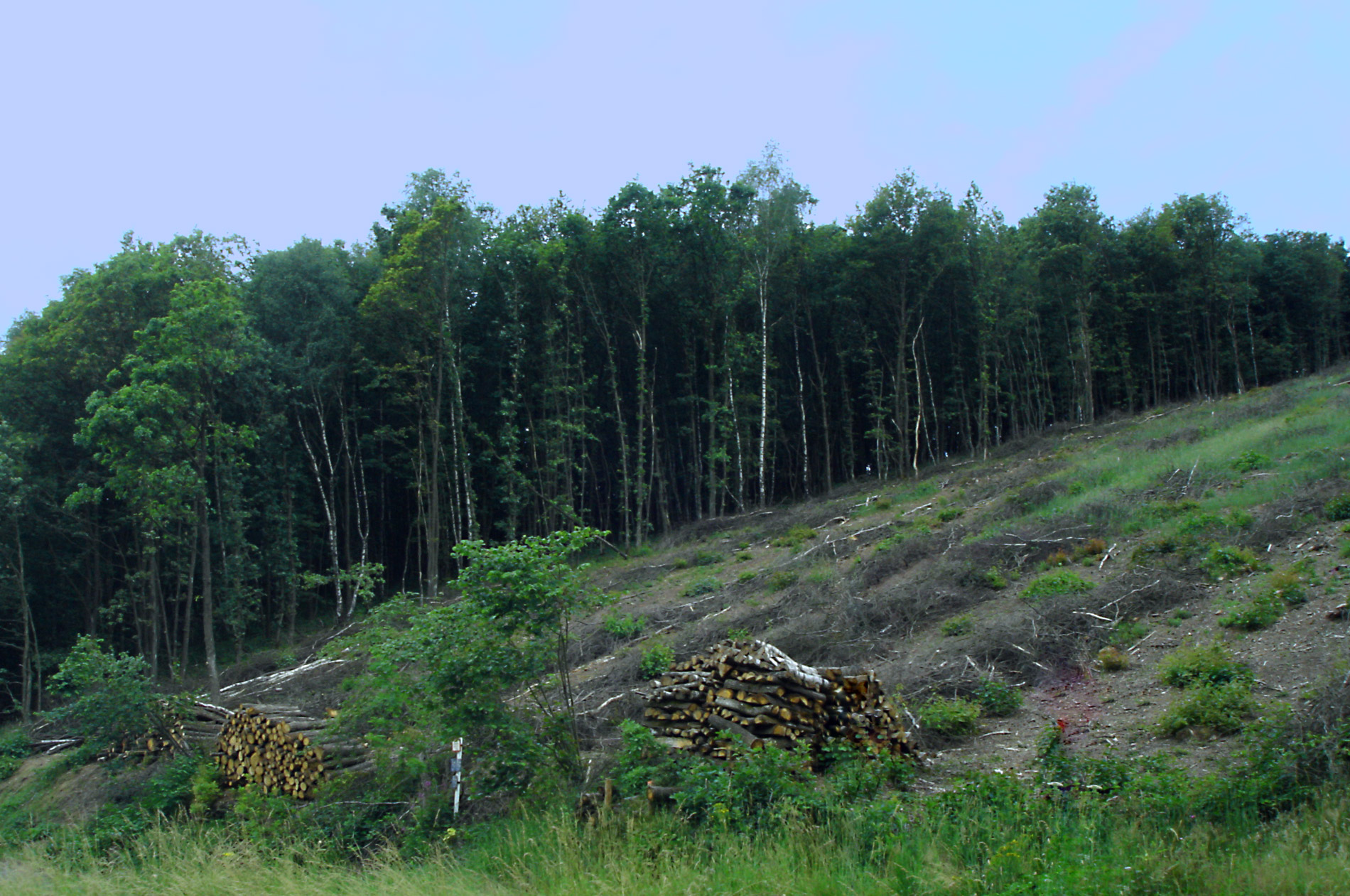
El bosc és una font de riquesa, potser sobreexplotada.

L'explotació dels recursos forestals per part de les societats humanes està molt relacionada amb les pràctiques econòmiques que implementa cada societat per a garantir la seva subsistència. L'entorn forestal proporciona tot un seguit de matèries naturals que poden ser utilitzades per satisfer tota mena de necessitats mitjançant l'aplicació de tècniques d'apropiació molt simples: fruits, tubercles, fongs, herbes i fulles poden ser recol·lectats per a ser utilitzats en l'alimentació humana i/o dels ramats.
La fusta és matèria primera habitual en la construcció, producció d'eines i d'objectes de consum. Del bosc també s'extreuen altres elements com resines, tanins, escorces. No menys important és la captació del combustible vegetal, única font d'energia per a societats prehistòriques.
Tanmateix, la relació entre els grups humans i el seu entorn forestal no se centra exclusivament en l'apropiació de productes. El bosc esdevé també el centre d'altres activitats econòmiques bàsiques per a la subsistència que generen un seguit de relacions complexes entre el grup humà i el seu entorn: l'agricultura i la ramaderia s'han desenvolupat històricament en detriment de les masses forestals. L'expansió agrària es va produir mitjançant l'apropiació de terrenys forestals, mentre que les pràctiques ramaderes basen la seva viabilitat en els productes forestals o també en pastures guanyades a expenses dels boscos.
Les pràctiques d'explotació forestal han tingut unes conseqüències sovint dramàtiques pel que fa a la cobertura vegetal: desforestació i erosió, modificació de l'estructura del bosc, substitució i desaparició d'espècies són fenòmens que han tingut lloc i es continuen produint a conseqüència de la relació dels grups humans amb el seu entorn.
L'ús sostenible dels recursos fou la norma en les societats de recol·lectors-caçadors, però ja des del principi de l'agricultura, l'explotació sostenible es va transformar en una espoliació dels recursos. La substitució de boscos per camps de conreu fou l'origen de la pèrdua de grans extensions de boscos. Això va anar unit a la tala de molts boscos per utilitzar la fusta en construcció o com a combustible.
Aquesta situació continua actualment, tot i les mesures de conservació que hi ha a diferents països. Així, avui dia, més de 2.000 milions de persones depenen de la fusta com a combustible en el Tercer Món, per a cuinar o escalfar-se. La meitat té moltes dificultats per tal de proveir-se i, en molts casos, el proveïment es fa en parcs naturals o àrees protegides. La falta de diners fa molt difícil l'accés a altres fonts d'energia per a aquestes poblacions i per això són, fatalment, responsables de la desforestació de grans àrees a arreu del món. A l'altre extrem, l'abandonament de l'activitat extractiva en el bosc en molts països, ha fet que s'acumuli gran quantitat de biomassa forestal, cosa que pot afavorir els incendis dels boscos.
Al món desenvolupat, amb accés a altres fonts d'energia, la fusta gairebé no s'empra com a combustible i si, en canvi, en multitud d'usos industrials, especialment en la construcció i en la producció de pasta de paper. Com que en molts d'aquests països els boscos estan protegits, la fusta s'ha d'importar i això es fa a partir de la fusta tropical o de boscos boreals.

### Funcions socials, simbòliques i culturals

#### Entreteniment

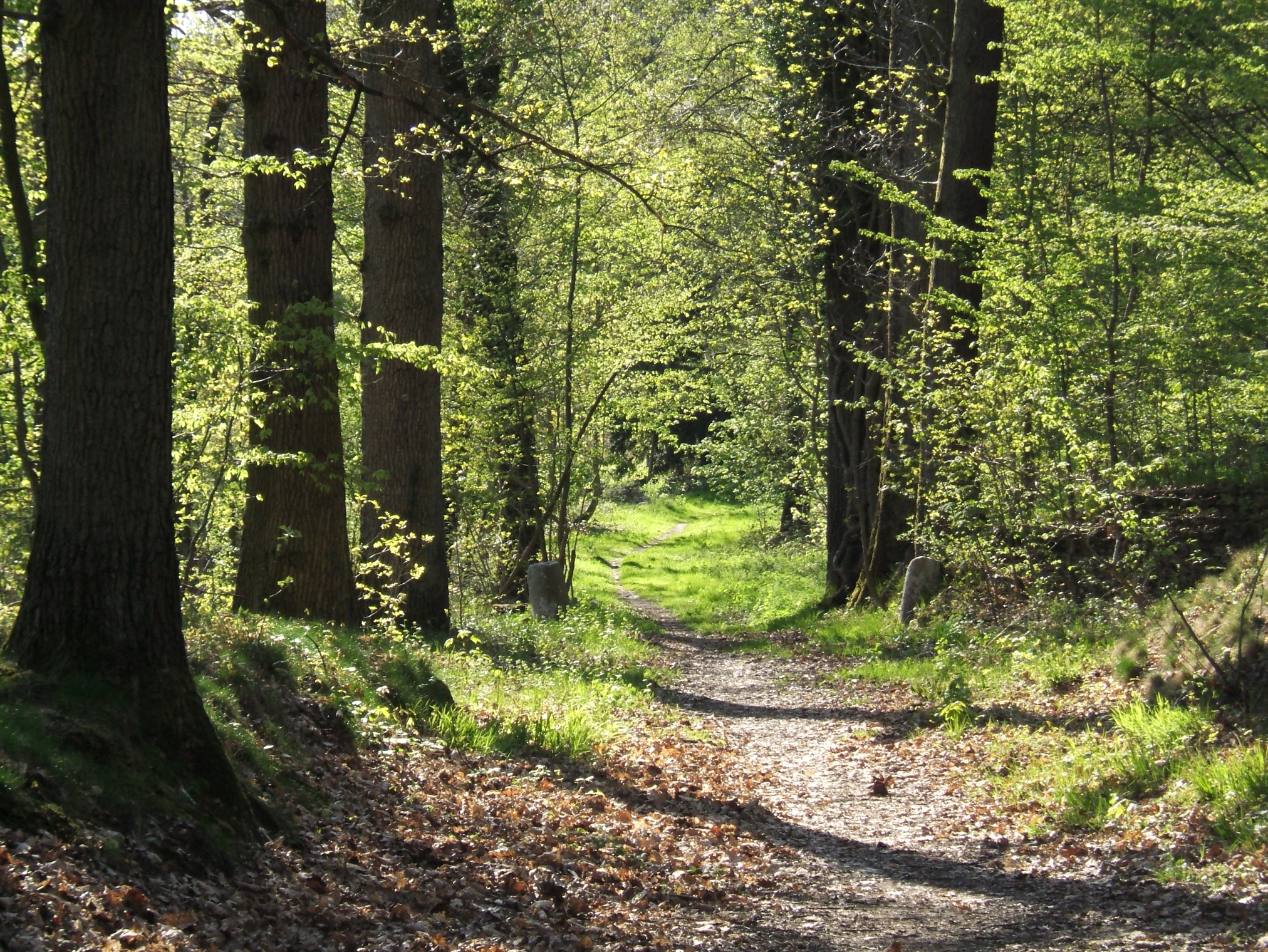
Camí forestal a la primavera

Els boscos són llocs privilegiats per l'entreteniment, la relaxació, el turisme, el descobriment de la fauna i de la flora i el paisatge. Cada any, els boscos reben centenars de milions de visites. El bosc té molts serveis a la societat, la natura ecològica i social. És, per exemple, a la vegada un lloc segur per relaxar-se i també un lloc per a la protecció d'espècies. Aquestes característiques requereixen un manteniment dels camins pel bosc (obertura, seguretat, neteja ...). Encara que es considera una bona part comuna de les seves funcions, qualsevol bosc té un propietari forestal (privat o públic).

### Manifestacions culturals
El bosc s'oposa a la zona habitada, amansida i, per tant, té un doble sentit cultural: de refugi o d'allò desconegut i font de perill. En temps de guerra, els partisans s'amagaven al bosc per fugir dels enemics. Igualment, Robin Hood va establir el seu poblat al bosc per protegir-los dels abusos dels senyors feudals. En l'altre sentit, abunden els contes amb nens que es perden al bosc (Hänsel i Gretel, en Polzet), on hi ha ogres i gegants.
El druida celta i la bruixa medieval tenen al bosc el seu hàbitat natural, ja que allà estan més a prop de la natura i, per tant, de la màgia. Amb ells apareixen criatures fantàstiques com esperits, gnoms i follets.